# Guinn Smith
Owen Guinn Smith (McKinney, 2 maggio 1920 – San Francisco, 24 gennaio 2004) è stato un astista statunitense.

## Palmarès
| Anno | Manifestazione | Sede   | Evento           | Risultato | Misura | Note |
| ---- | -------------- | ------ | ---------------- | --------- | ------ | ---- |
| 1948 | Olimpiadi      | Londra | Salto con l'asta | Oro       | 4,30 m |      |